# Koingnaas
Koingnaas est une ville située au Cap-Nord en Afrique du Sud, où sont extraits des diamants.